# Euchorthippus arabicus
Euchorthippus arabicus är en insektsart som beskrevs av Boris Petrovich Uvarov 1952. Euchorthippus arabicus ingår i släktet Euchorthippus och familjen gräshoppor. Inga underarter finns listade i Catalogue of Life.